# Zbigniew Zamorski
Zbigniew Zamorski (ur. w XIX w., zm. w XX w.; fl. ca 1925–1932) – polski tłumacz literatury francuskiej i rosyjskiej.
W dwudziestoleciu międzywojennym XX wieku przetłumaczył na język polski powieści Jules'a Verne'a:
- Podróż naokoło Słońca (1925)
- Pływające miasto (1926)
- Czarne Indie (1930)
- Zielony promień (1930)
- Gwiazda Południa (1931)
- Król przestworzy (1932)

i powieści Lwa Tołstoja:
- Dwaj huzarzy (1930)
- Djabelski pachołek (1930)
- Hadżi Murat (Biały szatan) (1930)
- Szczęście rodzinne (1930)
- Sonata kreutzerowska (1931)